# Bob D. Hydrick
Robert „Bob“ D. Hydrick ist ein ehemaliger US-amerikanischer Politiker (Republikanische Partei).

## Leben
Im April 1973 wurde Hydrick in einer Nachwahl zum Bürgermeister von Columbus, Georgia gewählt und löste damit den Bürgermeister pro tempore A. J. McClung ab. Die Nachwahl war nötig geworden, da der bisherige Bürgermeister J. R. Allen am 15. Februar 1973 bei einem Flugzeugabsturz ums Leben gekommen war. Hydrick bekleidete das Amt von April 1973 bis Ende 1974. Bei den Bürgermeisterwahlen im Herbst 1974 unterlag er dem Demokraten Jack P. Mickle, der das Amt 1975 antrat.
Hydrick wurde anschließend Vorsitzender der Republikaner im dritten Kongressdistrikt in Georgia. 2011 wurde er Mitglied der 25-köpfigen Charter Review Commission, deren Aufgabe es ist, die Charta der Stadt zu überprüfen und eventuelle Änderungen vorzuschlagen.